# Infern - Cant Dinovè
El cant dinovè de l'Infern de Dante Alighieri té lloc en la tercera fossa del vuitè cercle; l'escenari és un terreny de pedra fosca ("lívida") en la qual s'obren multitud de pous circulars.

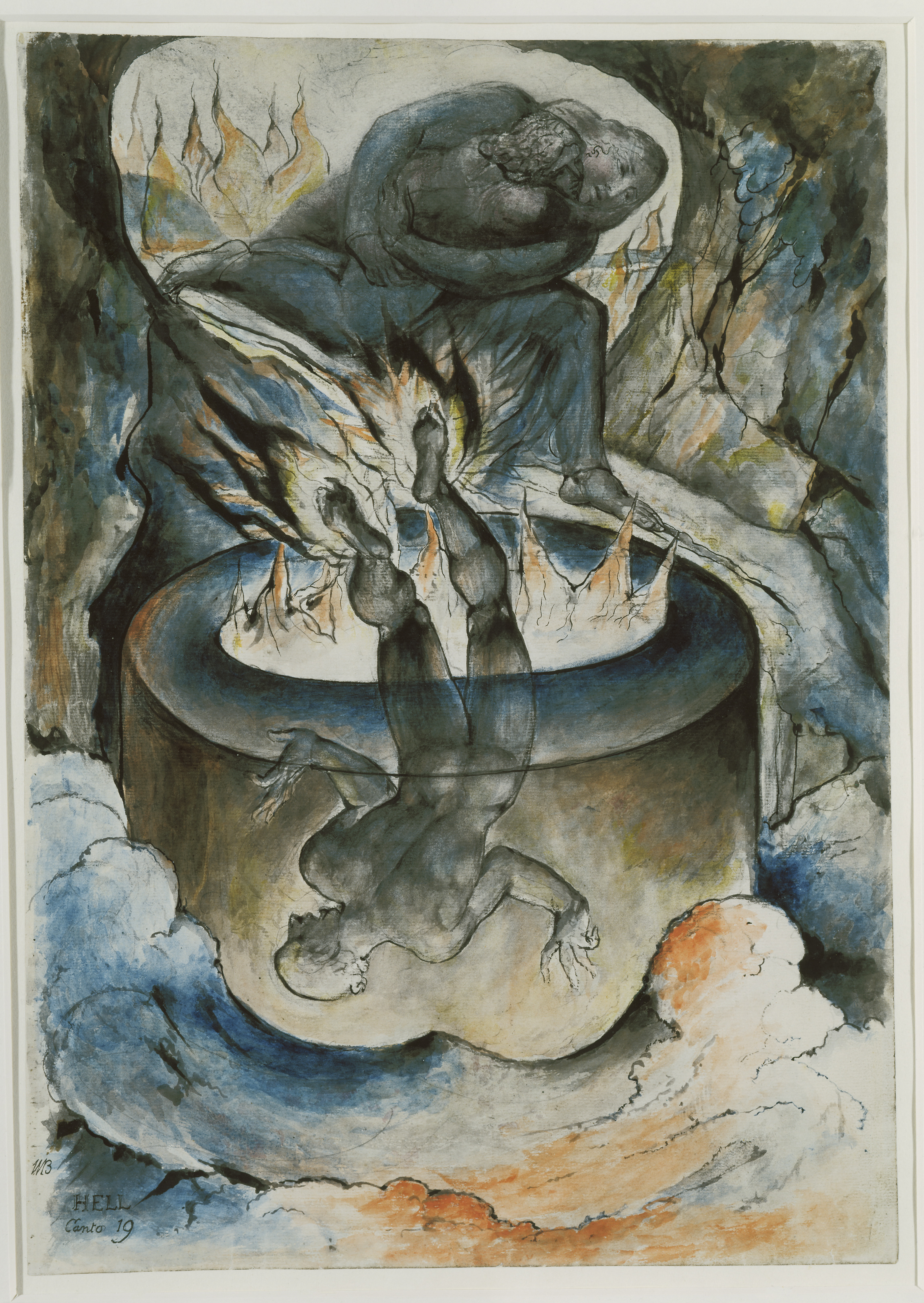
Els simoníacs, aquarel·la de William Blake

Aquí són castigats els simoníacs posats de cap per avall (clavats com un pal), en els pous. De cada pou en sobresurten les cames del darrer condemnat i les plantes dels peus d'aquest, són llepades per un foc constant (com torxes). En aquest cant només apareixerà un condemnat, el Papa Nicolau III però se'n mencionen dos més els papes Bonifaci VIII i Climent V.
El cant té una estructura lineal dividida en seqüències. El clima del cant és d'indignació. Tot i que Nicolau III està sempre present, veiem a Dante com a principal protagonista. El tema del cant és el poder temporal de l'església. Totes les idees d'aquest cant apareixeran després en el "De Monarchia".
Ens trobem al matí del 9 d'abril de 1300 (Dissabte Sant), o segons altres comentaristes el 26 de març de 1300.

## Anàlisi del cant

### Els Simoníacs - vv. 1-30
El cant comença amb una interpel·lació vehement adreçada a Simó el Mag, un personatge que apareix en els Fets dels Apòstols que volia comprar amb els diners la facultat de fer miracles que tenia Sant Pere i del nom del qual deriva el terme "simonia".
En aquest cant, Dante mostra el fossat on són castigats els simoníacs, dins del vuitè cercle de l'Infern, dedicat als fraudulents. Entrem en aquest fossat de forma "no canònica" respecte als altres: en comptes de descriure l'aspecte general del lloc per després escollir un pecador, el qual al seu torn indica després els noms d'altres condemnats, aquí Dante comença "ex abrupto" (d'improvís) amb una invectiva solemne que anuncia el caràcter del cant, on el poeta exposarà les seves idees amb relació a la situació política global, dominada per les lluites entre el papat i l'imperi que en aquell moment segons Dante eren la base de tots els problemes del món.

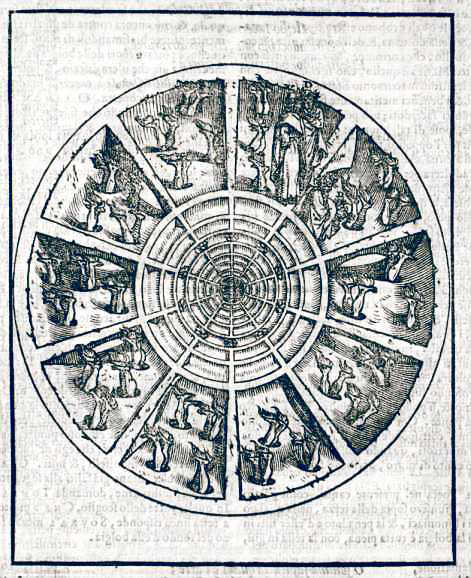
Il·lustració d'Alessandro Vellutello(1534)

«Ah Simó el mag, seguaços miserables
que les coses de Déu, que haurien de ser
esposes de tot bé, sou tan rapaços
que per plata i per or les feu adúlteres,
ara la trompa sona per vosaltres,
ja que us trobeu en el tercer fossat! »
(vv. 1-6)

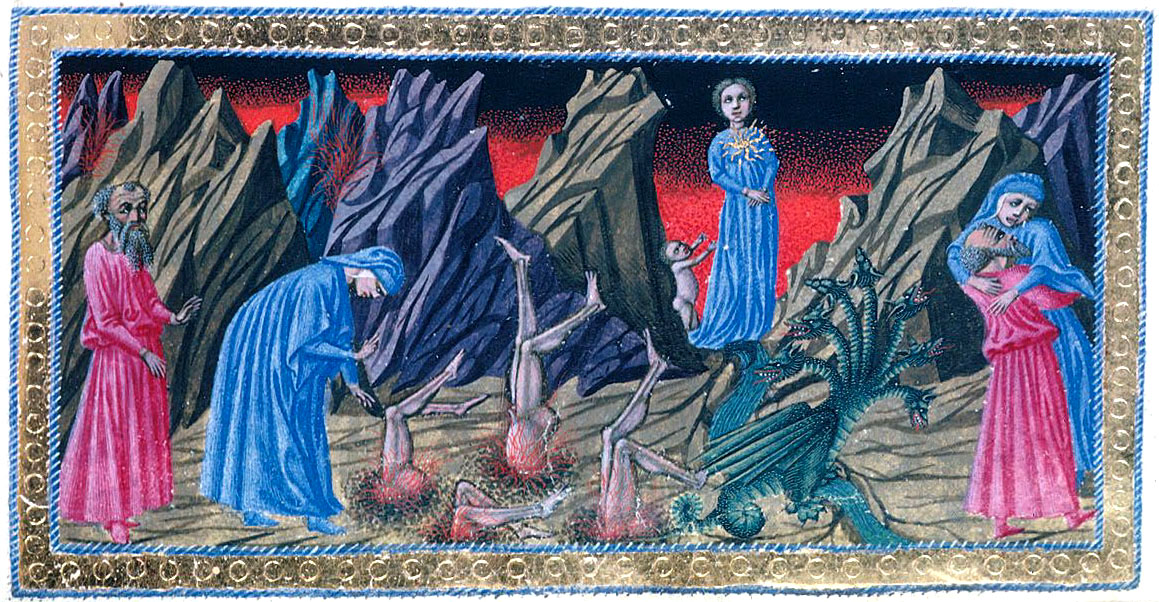
Cant XIX, Priamo della Quercia

El fet de "sonar la trompeta"  recorda tant als pregoners medievals, quan reclamaven l'atenció, com el passatge de l'Apocalipsi de Joan, en el qual els àngels toquen la trompeta per anunciar el Judici Final.
Només després d'aquesta interpel·lació, comença a parlar Dante sobre el lloc on es troba: ja en la propera fossa, en el mig del pont que creua el fossat ("Ja érem damunt de la fossa següent, / havent pujat en la part de la roca / que es troba a plom en el centre d'aquell vall." vv. 7-9). Llavors el poeta, després d'una invocació a la saviesa divina que administra amb justícia tant el món dels vius com els càstigs de l'infern, comença a descriure l'aspecte de la nova fossa plena de forats (que li recorden aquells  del "bell" Sant Giovanni a Florència on es bateja i on Dante va tenir ocasió de trencar-ne un per salvar un nen que s'hi estava ofegant). D'aquests forats emergeixen les cames dels pecadors fins a les cuixes, amb les plantes dels peus enceses per flames que semblen aquelles que llepen la superfície ("la capa exterior") de les coses greixoses en cremar-se; pel dolor de la tortura aquests condemnats donen cops de peu (guitzes) furiosament ("i tan fort agitaven les juntures / que haurien trencat cordes d'herba o de jonc", vv. 26-27), és a dir, tan fort movien el genolls que haguessin trencat qualsevol tipus de corda, inclús les fortíssimes de joncs ("ritorte"), i les de fibres vegetals ("strambe").

### El Papa Nicolau III - vv. 31-87
A Dante li crida l'atenció un dels forats on el condemnat dona puntades molt més fortes que els altres i a la vegada té una flama més vermella que les dels altres; Virgili s'ofereix a acompanyar-lo, baixant amb ell a la fossa i portant-lo en braços: es descobrirà aviat que aquell és el forat reservat ni més ni menys que als papes. Amb precisió escenogràfica Dante ens explica la seva resposta i el descens cap a l'esquerra ("vàrem girar a mà esquerra, i baixarem / cap aquell fons estret, ple de forats.", vv. 41-42). Arribats davant del pou on hi ha el condemnat, Virgili el deixa a terra. Al pelegrí li sembla que l'ànima plori "amb les potes", és a dir amb les cames (zanca: "cianca" és una paraula dialectal encara en ús).
Dante llavors s'adreça cap a l'ànima posada de cap per avall:
«Vaig començar: "Qui sigues tu, que tens / a baix la part de dalt, ànima trista / clavada com un pal, parla, si pots".»
(vv. 41-42)
És a dir, "Oh tu que estàs  a l'inrevés, ànima malvada i clavada com un pal, si pots parla". La descripció següent té tons surrealistes: Dante diu que estava com el frare que confessa un assassí. En l'època, la paraula assassí, tenia el valor de sicari, assassí a sou, i en moltes ciutats, aquests eren condemnats a mort per  "propagginazione" (enterrament cap per avall i sufocació) condemna capital que consistia a enterrar el condemnat de cap per avall en un forat, que després s'omplia gradualment de terra fins que el condemnat moria ofegat. El reu reclamava al frare: "per retardar la mort". Donat que en aquest cas el condemnat és un papa, és bastant curiós i evident el canvi de papers, entre confessat i confessor que imagina el poeta.
El pecador llavors comença una cantarella expressant sorpresa: "Ets tu qui està ací dret, ets tu qui està dret ací, Bonifaci?"; repetint dos cops la pregunta i afegint que potser hi ha un error en allò que està escrit ("els escrits"), és a dir el llibre del futur, que els condemnats poden comprendre, que li pronosticava l'arribada de Bonifaci al cap de molts anys. El condemnat segueix preguntant i insinuant malignament que potser el recentment arribat, està ja "cansat" (saciat:"sazio") de:"enganyar / la bella dama, i fer-li tant de mal". Dante davant d'aquestes paraules es queda "de pedra", perquè no les entén.

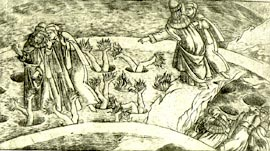
Els simoníacs, gravat de Baccio Baldini

«Jo em vaig quedar igual que aquells que es queden / mig atordits quan no poden entendre / una resposta, i no saben respondre.»
(vv. 58-60)

#### Qui és el condemnat i qui és aquest Bonifaci? I la bella dama?
L'explicació de la situació es dona a continuació, després que Virgili mana a Dante emmudit pel dubte, que respongui: "jo no sóc ell, no sóc el que tu creus!" quasi imitant irònicament la repetició de la pregunta del condemnat.
Dante està parlant amb Nicolau III, papa simoníac que espera l'arribada del seu successor, Bonifaci VIII. En aquella fossa de fet regeix la regla segons la qual estan en superfície, només els darrers arribats, els quals a la vegada seran enfonsats en les "fissures de la pedra" a l'arribada d'un nou condemnat. Amb aquest estratagema Dante pot col·locar a l'Infern inclús els papes que encara no han mort, en particular el tan odiat per ell Bonifaci VIII, que veia com un dels personatges causant de les desgràcies del seu temps. La bella dona a la qual al·ludeix Nicolau III, no és altra que l'Església llatina, en una metàfora freqüent a l'època, del matrimoni entre el pontífex i la Santa Església Romana. La nota d'"enganyar" ("torre con inganno" en l'original) és a dir de "prendre" o casar-se amb engany, es refereix a la contestada elecció de Bonifaci, el qual va fer primer abdicar al seu predecessor Celestí V, autor del "gran refús" (citat per Dante en Infern III, v. 60).
Inicialment Nicolau III (del qual encara no coneixem la identitat en el text) parla presentant-se: "Si saber qui sóc jo t'importa tant / que per això has baixat tot el coster, / sàpigues que vestia el gran mantell; / jo vaig ser un verdader fill de l'ossa, / tan àvid de fer favors als ossets / que, allà l'or i ací jo, hem caigut al sac" (vv. 67-72). [1]
Després, el papa continua exposant el mecanisme del turment en aquella fossa i explicant que el seu successor l'empenyerà cap avall (Bonifaci VIII morirà en el 1303, mentre Dante imagina el viatge en la primavera del 1300). Nicolau, continua profetitzant que el seu successor no es "courà els peus" tant de temps com ell ("he estat més temps amb el cap per avall / del que estarà ell plantat amb peus de foc"), perquè després d'ell vindrà un papa encara més dolent,"di più laida opra"("amb fets pitjors"). Aquest tercer papa és Climent V, francès (el condemnat diu que vindrà de ponent), que farà com aquell Jasó (el dels Macabeus, no aquell mitològic que hem trobat en el cant anterior entre els seductors), que va comprar del seu rei (Antíoc IV Epifanes) la dignitat de summe sacerdot, així aquest papa obtindrà el seu càrrec del seu rei de França (Felip el Bell). La referència al papa que va iniciar la captivitat d'Avinyó, no arribant mai a Roma i establint-se en el sud de França, ha estat i és encara avui motiu de grans controvèrsies respecte a la data d'escriptura de l'Infern.

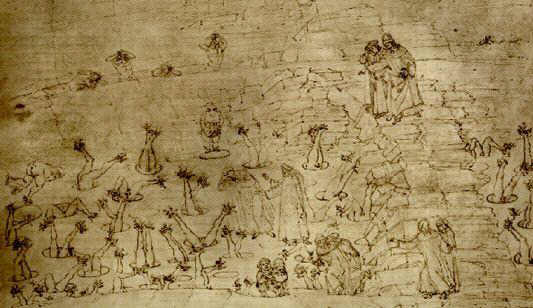
Els simoníacs, Sandro Botticelli, (Dibuix per a la Divina Comèdia)

El poema està datat generalment com iniciat en el bienni 1304-1305 o, d'acord amb altres arguments més autoritzats, el període de 1306 a 1307, amb els fets esmentats que no van més enllà de 1309. La primera citació que ens ha arribat d'un pas de la Divina Comèdia es remunta al 1317 i està escrita en una contraportada d'un registre bolonyès, mentre que els manuscrits més antics que es tenen es remunten tots als anys després del 1330. Entre altres es tracta en particular de còpies de Giovanni Boccaccio, que a la vegada no el va copiar del manuscrit original. En aquests versos Dante demostra que coneix el fet que el successor de Bonifaci VIII regnarà menys que Bonifaci mateix (que va governar durant nou anys)
Climent V va regnar fins a 1314 i aquesta cita contrasta amb totes les teories de datació generalment acceptades (en aquella època es considera que Dante estava ja escrivint el Purgatori). La versió avui dia més acceptada és que la citació respecte a la durada del pontificat de Climent sigui un retoc realitzat pel poeta en una època posterior a l'elaboració del poema. No està per altra part molt acceptat per part dels estudiosos el fet que Dante es fiés solament del seu sentit comú, a l'avaluar les condicions de salut del papa en el càrrec. A favor d'aquesta darrera hipòtesi, això no obstant, s'ha de considerar que a fi què Bonifaci VIII es cogués els peus menys temps que Nicolau III, que va quedar embossat cap per avall en el forat ("imborsato ") durant vint-i-tres anys (des de la seva mort en 1280 a la de Bonifaci VIII en el 1303), Climent V havia de morir abans del 1326, una previsió a la qual Dante podia ben bé arriscar-se vistes les precàries condicions de salut del mateix Climent.

### Invectiva contra els papes simoníacs - vv. 88-133
En aquest punt Dante se sent a si mateix respondre al Papa. Tanmateix tement potser, de ser "massa agosarat" fa un discurs, que després Virgili, símbol de la raó, beneirà amb el seu assentiment:
Paràfrasi
«"Digues, doncs, quants diners va demanar Nostre Senyor a Sant Pere abans de donar-li les claus? Només un "Segueix-me; al seu torn ni Pere ni els altres apòstols van demanar or o plata a Maties apòstol quan li van oferir el lloc de "l'ànima impia"(de Judes Iscariot); per això t'està bé que siguis castigat; per no parlar dels diners robats injustament, "que et va fer tan atrevit contra Carles. Si parlo així, és per "reverència de les claus supremes" de pontífex que vas tenir en vida, perquè hauria d'utilitzar paraules encara pitjors: la vostra avarícia (també aquí entesa com a cobdícia) entristeix el món i "exalta els vils mentre trepitja els bons". Justament de vosaltres parlava profetitzant l'evangelista Joan quan en l'Apocalipsi citava aquella que seu sobre les aigües prostituint-se amb tots els reis (l'Església, que seu sobre tots els pobles representats per tots els rius de la Terra, encara que en l'Apocalipsi els teòlegs han indicat que es tracta de Roma)"». (vv. 90-108)
Dante segueix i passa a interpretar lliurement les figures de l'Apocalipsi, on apareix un drac vermell amb set caps i deu banyes, identificat pels primers exegetes bíblics amb Raab o amb el Leviatan, però més freqüentment amb el Diable, comandant de les forces del mal, amb la qual la dona (l'Església de Roma) es va enfortir fins on plagué al marit, és a dir, al mateix papa. L'acusació del següent tercet és greu: Dante diu que ara els papes adoren a un Déu d'or i plata (és clara la referència a l'episodi bíblic del Vedell d'Or), que ni tan sols és un, sinó que són cent com en el diabòlic paganisme.
Finalment, l'oració acaba amb una interpel·lació contra Constantí I:

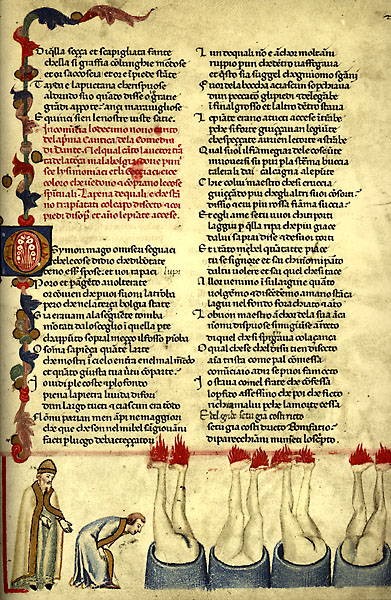
Pàgina il·luminada del Codice Altoniensis

«"Ah, Constantí, de quants mals va ser mare / no la teua conversió, sinó el dot / que el primer papa ric rebé de tu!»
(vv. 115-117)
Paràfrasi:
Dante censurarà a Constantí, no la seva conversió, sinó l'anomenada Donació de Constantí, un document fals (però la falsedat del qual no va ser demostrada com a tal fins al segle xv per l'humanista Lorenzo Valla, encara que ja en els segles anteriors s'havien avançat molts dubtes en aquest sentit) que legitimava el poder temporal del papa. D'acord amb aquest document, que Dante va criticar durament en el De Monarchia, l'emperador, abans de transferir la capital a Constantinoble, va fer donació al papa Silvestre I de la ciutat de Roma, transferint, de fet, una part de l'imperi a un representant religiós. Enfortits per aquest document, els papes, especialment a l'edat mitjana, es comprometeren en enfrontaments contra l'Emperador que foren la base de molts dels problemes polítics de l'edat mitjana europea.
Acabat el discurs, el Papa condemnat ha escoltat en silenci torçant les cames, potser amb major energia per la ràbia o pel remordiment, Dante se sent encoratjat per l'expressió d'assentiment de Virgili, el qual, com a símbol de la Raó ha acceptat la professió de "veritat" del seu deixeble. Llavors el mestre aixeca de nou a Dante i el retorna al camí que hi ha sobre el fossat. Allí "un altre vall" es ve a mostrar al pelegrí.

### Contrapàs
El contrapàs d'aquests condemnats és molt clar: ja que ells van preferir mirar cap a les coses terrenes més que a les celestials, ara estan clavats de cap per avall en el terra. La manca de santedat és subratllada també per les dues referències a què el poeta associa l'ús de fosses com aquelles: pel bateig i per castigar els assassins (dues coses, a més a més, relacionades la primera amb el naixement, la segona amb la mort). D'altra banda com aquests pecadors només van tenir cura d'ensacar diners, ara estan "ensacats" en la terra.
La presència de flames sobre les plantes dels peus podria tenir una explicació particular per als papes: al contrari dels apòstols que durant la Pentecosta van rebre el foc de l'Esperit Sant sobre el cap, ells el van trepitjar. El càstig seria aplicat per analogia inclús als altres simoníacs, una mica similar a la pena de la pluja de foc adreçada als sodomites, s'estenia a tots els violents contra Déu i la natura. La visió del foc i el descens gradual cap a l'abisme són figures presents inclús en algunes visions de religiosos medievals, com Alberico di Settefrati o Pere Damià. S'assembla a la pena dels epicuris (Infern X: sepultats en tombes plenes de foc (flamejants), o a la dels avars en el Purgatori, clavats a terra amb la cara girada cap avall.

### Dante i els papes del seu temps
Durant la seva vida, Dante (1265-1311) va conèixer 14 pontífexs. El seu judici sobre els hereus de Pere sovint és dur i es reflecteix en les escenes en què són esmentats en les seves obres.
1. El papa Climent IV (1265-1268) és citat al Purgatori (III, 124-126) com el que va posar el pastor de Cosenza a la recerca de Manfred.
2. El Beat Gregori X (1271-1276) no esmentat en cap obra
3. El Beat Innocenci V (1276) no esmentat en cap obra (tingué un pontificat breu)
4. El Papa Adrià V (1276) Citat en el Purgatori (XIX) entre els avars, tot i que la seva cita es deu a un malentès en el qual va incórrer Dante.

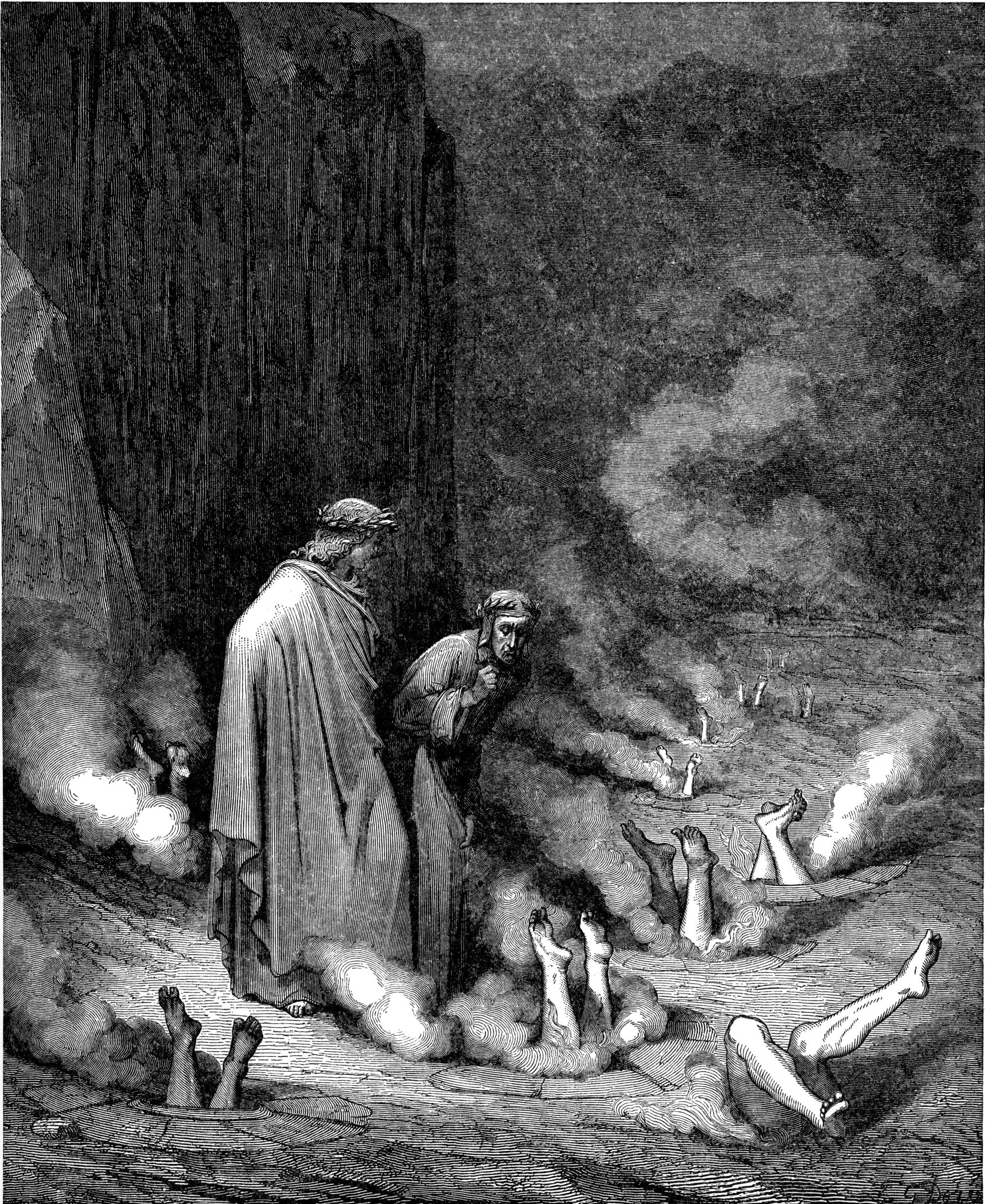
La fossa dels simoníacs, il·lustració de Gustave Doré

1. El Papa Joan XXI (1276-1277) esmentat al Paradís (XII, 134-135), però només com a "Pere hispà", és a dir, com a filòsof abans de convertir-se en papa (el seu pontificat fou tanmateix curt).
2. El Papa Nicolau III (1277-1280) que apareix en aquest cant entre els simoníacs
3. El Papa Martí IV (1281-1285) citat al Purgatori (XXIV, 20-24) entre els golafres
4. El Papa Honori IV (1285-1287) no esmentat en cap obra (pontificat breu)
5. El Papa Nicoláu IV (1288-1292) no esmentat en cap obra
6. San Celestí V (1294) probablement citat a l'Infern (III, 60) entre els indecisos, com aquell que va fer "el gran refús".
7. El Papa Bonifaci VIII (1294-1303), responsable de l'exili del poeta de Florència; apareix en aquest cant (però en tot el poema, aquí i allà hi ha moltes altres referències)
8. Papa Benedicte XI (1303-1304) només una al·lusió en les Epístoles (XI, 25)
9. Papa Climent V (1305-1314) en aquest cant entre els simoníacs
10. El Papa Joan XXII (1316-1334) citat al Paradís (XVIII, 130-136 i XXVII, 58-60), però en ambdós casos de forma negativa, com aquell que va fer malbé la "vinya" per la qual van morir Pere i Pau.

## Recitat del Cant Dinovè a la xarxa
- Achille Millo
- Lectura i comentari de Vittorio Sermonti
- Roberto Benigni
- Paràfrasi i imatges animades